# Tschechoslowakische Nationalmannschaft bei der Internationalen Sechstagefahrt
Die tschechoslowakischen Nationalmannschaften bei der Internationalen Sechstagefahrt waren eine Auswahl von Fahrern für die Nationenwertungen dieses Wettbewerbes.
Entsprechend der Regelungen für die Sechstagefahrt wurden Nationalmannschaften für die Wertung um die World Trophy und die Silbervase (ab 1985: Junior World Trophy). Der Umfang der Mannschaften und die Regularien für die Teilnahme änderten sich mehrmals im Laufe der Zeit.
1930 nahm bei der Internationalen Sechstagefahrt in Grenoble erstmals mit einem Silbervase-Team eine Nationalmannschaft aus der Tschechoslowakei teil. Die tschechoslowakischen Nationalmannschaften zählen zu den erfolgreichsten in der Geschichte dieses Wettbewerbs: Fünfzehnmal konnte die World Trophy und siebzehnmal die Silbervase gewonnen werden.
Die Liste erhebt keinen Anspruch auf Vollständigkeit.

| Jahr                    | World Trophy | Silbervase |
| ----------------------- | --- | --- |
| 1930                    | keine Teilnahme | 7. E. Stokuc (Indian 750) J. Melzer (BMW 750) M. Vychodil (Praga B.D. 500)                                                        |
| 1931                    | keine Teilnahme | 8. J. Melzer (BSA 500) V. Rindler (Rudge 500) E. Stokuc (Jawa 500)                                                                |
| 1932                    | 3. František Brand (Jawa 500) Antonín Vitvar (Jawa 500) Jaroslav Kaiser/František Kronberger (Jawa 500)                                                                                  | 6. (A-Mannschaft) František Brand (Jawa 500) E. Stokuc (Jawa 500) Antonín Vitvar (Jawa 500)                                       |
| 1932                    | 3. František Brand (Jawa 500) Antonín Vitvar (Jawa 500) Jaroslav Kaiser/František Kronberger (Jawa 500)                                                                                  | 11. (B-Mannschaft) F. Koch (Praga 350) L. Polak (Premier 500) Josef Paštika (BSA 500)                                             |
| 1933                    | 3. Jaroslav Kaiser (Jawa 600) Josef Paštika (Jawa 350) František Brand (Jawa 350) | 8. Houska (Jawa 175) Antonín Vitvar (Jawa 175) R. Uvira (Jawa 175)                                                                |
| 1934                    | 4. Antonín Vitvar (Jawa 350) Richard Dusil (Jawa 348) František Brand (Jawa 498) | 5. Antonín Vitvar (Jawa 350) Richard Dusil (Jawa 348) Josef Paštika (Jawa 348)                                                    |
| 1935                    | 2. František Brand (Jawa 499) Richard Dusil (Jawa 347) Antonín Vitvar (Jawa 347) | 2. (A-Mannschaft) Z. Houska (Jawa 245) Richard Dusil (Jawa 347) Antonín Vitvar (Jawa 347)                                         |
| 1935                    | 2. František Brand (Jawa 499) Richard Dusil (Jawa 347) Antonín Vitvar (Jawa 347) | 13. (B-Mannschaft) Fr. Mucha (BSA 499) Josef Paštika (BSA 499) J. F. Koch (ČZ 349)                                                |
| 1936                    | 4. Richard Dusil (Jawa 595) Stanislaw (Jawa 247) Antonín Vitvar (Jawa 247) | 9. (A-Mannschaft) J. Bayer (Jawa 247) Václav Stanislav (Jawa 247) Antonín Vitvar (Jawa 247)                                       |
| 1936                    | 4. Richard Dusil (Jawa 595) Stanislaw (Jawa 247) Antonín Vitvar (Jawa 247) | A. (b) (B-Mannschaft) Josef Paštika (ČZ 250) J. F. Koch (Koch 349) J. Kostlivec (BMW 499)                                         |
| 1937                    | 3. Václav Stanislav (Jawa 250) Antonín Vitvar (Jawa 250) F. Jahun (Jawa 600) | 9. Václav Stanislav (Jawa 250) Antonín Vitvar (Jawa 250) J. Kostlivec (Jawa 350)                                                  |
| 1938                    | 2. Václav Stanislav (Jawa 250) R. Protiva (Jawa 250) Antonín Vitvar (Jawa 250) F. Jahun (Jawa 600)                                                                                       | keine Teilnahme |
| 1939                    | keine Teilnahme (a) | keine Teilnahme (a) |
|                         | | |
| 1947                    | 1. Jaroslav Simandl (Jawa 250) Richard Dusil (Jawa 250) Václav Stanislav (Jawa 350) Jan Bednář/Karl Hansl (Jawa 600)                                                                     | 1. (A-Mannschaft) Čeněk Kohlíček (ČZ 123) Emanuel Marha (ČZ 123) Josef Paštika (ČZ 123)                                           |
| 1947                    | 1. Jaroslav Simandl (Jawa 250) Richard Dusil (Jawa 250) Václav Stanislav (Jawa 350) Jan Bednář/Karl Hansl (Jawa 600)                                                                     | 5. (B-Mannschaft) J. Koch (ČZ 123) B. Zeman (Jawa 250) J. Novotný (Jawa 250)                                                      |
| 1948                    | 3. Čeněk Kohlíček (ČZ 125) Josef Paštika (ČZ 125) Richard Dusil (Jawa 250) Václav Stanislav (Jawa 250) Jan Bednář (Jawa 250)                                                             | 2. (A-Mannschaft) |
| 1948                    | 3. Čeněk Kohlíček (ČZ 125) Josef Paštika (ČZ 125) Richard Dusil (Jawa 250) Václav Stanislav (Jawa 250) Jan Bednář (Jawa 250)                                                             | (B-Mannschaft) |
| 1949                    | 2. Josef Paštika (ČZ 125) Čeněk Kohlíček (ČZ 125) Richard Dusil (Jawa 250) Václav Stanislav (Jawa 250) Antonín Vitvar (Jawa 250)                                                         | 7. (A-Mannschaft) J. Novotny (Jawa 350) J. Kubes (Jawa 350) nicht bekannt                                                         |
| 1949                    | 2. Josef Paštika (ČZ 125) Čeněk Kohlíček (ČZ 125) Richard Dusil (Jawa 250) Václav Stanislav (Jawa 250) Antonín Vitvar (Jawa 250)                                                         | 1. (B-Mannschaft) Emanuel Marha (ČZ 125) František Bláha (ČZ 125) Josef Krcmar (ČZ 125)                                           |
| {\displaystyle \vdots } | keine Teilnahme | keine Teilnahme |
| 1952                    | 1. Čeněk Kohlíček (ČZ 150) Jaroslav Pudil (ČZ 150) Richard Dusil (Jawa 248) Jiří Kubeš (Jawa 248) Jan Novotný (Jawa 248)                                                                 | 4. (A-Mannschaft) Karel Rykr (Jawa 350) Josef Praisler (Jawa 350) Vladimír Šedina (Jawa 350)                                      |
| 1952                    | 1. Čeněk Kohlíček (ČZ 150) Jaroslav Pudil (ČZ 150) Richard Dusil (Jawa 248) Jiří Kubeš (Jawa 248) Jan Novotný (Jawa 248)                                                                 | 1. (B-Mannschaft) František Bláha (ČZ 150) Vojtěch Kolář (ČZ 150) Bohumil Kabát (ČZ 150)                                          |
| 1953                    | 2. Jaroslav Pudil (ČZ 150) Emanuel Marha (ČZ 150) Saša Klimt (Jawa 250) Vladimír Šedina (Jawa 250) Jiří Kubeš (Jawa 250)                                                                 | 10. (A-Mannschaft) Jaromir Cižek (Jawa 250) Ladislav Štajner (Jawa 250) Jan Bednář (Jawa 250)                                     |
| 1953                    | 2. Jaroslav Pudil (ČZ 150) Emanuel Marha (ČZ 150) Saša Klimt (Jawa 250) Vladimír Šedina (Jawa 250) Jiří Kubeš (Jawa 250)                                                                 | 1. (B-Mannschaft) František Bláha (ČZ 150) Vojtěch Kolář (ČZ 150) Bohumil Kabát (ČZ 150)                                          |
| 1954                    | 1. Bohuslav Roučka (Jawa 150) Jaroslav Pudil (Jawa 150) Saša Klimt (Jawa 250) Jiří Kubeš (Jawa 250) Vladimír Šedina (Jawa 250)                                                           | 6. (A-Mannschaft) Jaromír Čížek (Jawa 248) Jan Janouš (Jawa 248) Karel Rykr (Jawa 248)                                            |
| 1954                    | 1. Bohuslav Roučka (Jawa 150) Jaroslav Pudil (Jawa 150) Saša Klimt (Jawa 250) Jiří Kubeš (Jawa 250) Vladimír Šedina (Jawa 250)                                                           | 8. (B-Mannschaft) Bohuslav Roučka (Jawa 148) František Bláha (Jawa 148) Zdeněk Polánka (Jawa 148)                                 |
| 1955                    | 2. Jaroslav Pudil (ČZ 150) Bohuslav Roučka (ČZ 150) Vladimír Šedina (Jawa 250) Jaromír Čížek (Jawa 250) Saša Klimt (Jawa 250)                                                            | 4. (A-Mannschaft) Jan Janouš (Jawa 250) Antonín Matějka (Jawa 250) Oldřich Hameršmíd (Jawa 250)                                   |
| 1955                    | 2. Jaroslav Pudil (ČZ 150) Bohuslav Roučka (ČZ 150) Vladimír Šedina (Jawa 250) Jaromír Čížek (Jawa 250) Saša Klimt (Jawa 250)                                                            | 1. (B-Mannschaft) Stanislav Štástka (ČZ 150) Zdenek Polanka (ČZ 150) Miloslav Souček (ČZ 150)                                     |
| 1956                    | 1. Miloslav Souček (ČZ 125) Jaroslav Pudil (ČZ 150) Bohuslav Roučka (ČZ 125) Zdeněk Polánka (ČZ 150) Vladimír Šedina (Jawa 250) Saša Klimt (Jawa 248)                                    | 5. (A-Mannschaft) Oldřich Hameršmíd (Jawa 248) Oldřich Klaudinger (Jawa 248) Antonín Matějka (Jawa 248) Jaromír Čížek (Jawa 350)  |
| 1956                    | 1. Miloslav Souček (ČZ 125) Jaroslav Pudil (ČZ 150) Bohuslav Roučka (ČZ 125) Zdeněk Polánka (ČZ 150) Vladimír Šedina (Jawa 250) Saša Klimt (Jawa 248)                                    | 3. (B-Mannschaft) Vladimír Štěpán (ČZ 150) Stanislav Štástka (ČZ 150) František Darebný (ČZ 125) Otakar Chásak (ČZ 125)           |
| 1957                    | 2. Alois Roučka (ČZ 125) Zdeněk Polánka (ČZ 175) Saša Klimt (Jawa 250) Miloslav Souček (Jawa 250) Jaroslav Pudil (ČZ 175) Vladimír Šedina (Jawa 350)                                     | 1. (A-Mannschaft) Vladimír Štěpán (Jawa 250) Oldřich Hameršmíd (Jawa 250) Antonín Matějka (Jawa 250) Karel Buchnar (Jawa 250)     |
| 1957                    | 2. Alois Roučka (ČZ 125) Zdeněk Polánka (ČZ 175) Saša Klimt (Jawa 250) Miloslav Souček (Jawa 250) Jaroslav Pudil (ČZ 175) Vladimír Šedina (Jawa 350)                                     | 3. (B-Mannschaft) František Darebný (ČZ 125) Bohuslav Roučka (ČZ 125) Otakar Chásak (ČZ 125) Stanislav Štástka (ČZ 175)           |
| 1958                    | 1. Vladimír Šedina (Jawa 344) Saša Klimt (Jawa 249) Antonín Matějka (Jawa 249) Zdeněk Polánka (ČZ 175) Jaroslav Pudil (ČZ 175) Bohuslav Roučka (ČZ 125)                                  | 3. (A-Mannschaft) Oldřich Hameršmíd (Jawa 249) Vladimír Štěpán (Jawa 249) Jan Sulc (Jawa 249) Karel Buchnar (Jawa 344)            |
| 1958                    | 1. Vladimír Šedina (Jawa 344) Saša Klimt (Jawa 249) Antonín Matějka (Jawa 249) Zdeněk Polánka (ČZ 175) Jaroslav Pudil (ČZ 175) Bohuslav Roučka (ČZ 125)                                  | 1. (B-Mannschaft) Stanislav Štástka (ČZ 175) František Darebný (ČZ 123) Alois Roučka (ČZ 123) Arnošt Zemen (ČZ 175)               |
| 1959                    | 1. Vladimír Šedina (Jawa 350) Saša Klimt (Jawa 250) Antonín Matějka (Jawa 250) Zdeněk Polánka (ČZ 175) Jaroslav Pudil (ČZ 175) Bohuslav Roučka (ČZ 125)                                  | 1. (A-Mannschaft) Vladimír Štěpán (Jawa 350) Oldrich Hameršmid (Jawa 250) František Hóffer (Jawa 250) František Bouška (Jawa 250) |
| 1959                    | 1. Vladimír Šedina (Jawa 350) Saša Klimt (Jawa 250) Antonín Matějka (Jawa 250) Zdeněk Polánka (ČZ 175) Jaroslav Pudil (ČZ 175) Bohuslav Roučka (ČZ 125)                                  | 2. (B-Mannschaft) Stanislav Štástka (ČZ 175) František Darebný (ČZ 125) Arnošt Zemen (ČZ 125) Alois Roučka (ČZ 125)               |
| 1960                    | 2. Bohuslav Roučka (ČZ 125) Jaroslav Pudil (ČZ 175) Zdeněk Polánka (ČZ 175) Antonin Matejka (Jawa 248) Saša Klimt (Jawa 248) Vladimír Sedina (Jawa 344)                                  | 4. (A-Mannschaft) František Bouška (Jawa 248) Oldrích Hamršmíd (Jawa 248) Vladimír Štěpán (Jawa 344) František Hóffer (Jawa 344)  |
| 1960                    | 2. Bohuslav Roučka (ČZ 125) Jaroslav Pudil (ČZ 175) Zdeněk Polánka (ČZ 175) Antonin Matejka (Jawa 248) Saša Klimt (Jawa 248) Vladimír Sedina (Jawa 344)                                  | 2. (B-Mannschaft) Otakar Chásak (ČZ 125) Alois Roučka (ČZ 125) František Darebný (ČZ 175) Jaroslav Rataj (ČZ 175)                 |
| 1961                    | 4. Bohuslav Roučka (ČZ 125) Zdeněk Polánka (ČZ 175) Jaroslav Pudil (ČZ 175) Saša Klimt (Jawa 250) Antonin Matejka (Jawa 250) Vladimír Sedina (Jawa 350)                                  | 2. (A-Mannschaft) Alois Roučka (ČZ 125) František Darebný (ČZ 125) Otakar Chásak (ČZ 125) Arnošt Zemen (ČZ 175)                   |
| 1961                    | 4. Bohuslav Roučka (ČZ 125) Zdeněk Polánka (ČZ 175) Jaroslav Pudil (ČZ 175) Saša Klimt (Jawa 250) Antonin Matejka (Jawa 250) Vladimír Sedina (Jawa 350)                                  | 1. (B-Mannschaft) František Bouška (Jawa 250) František Hóffer (Jawa 350) Oldrich Hameršmid (Jawa 350) Vladimír Štěpán (Jawa 350) |
| 1962                    | 1. František Bouška (Jawa 250) František Hóffer (Jawa 350) Drahoslav Miarka (ČZ 175) Zdeněk Polánka (ČZ 175) Bohuslav Roučka (ČZ 125) Vladimír Štěpán (Jawa 350)                         | 3. (A-Mannschaft) Saša Klimt (Jawa 350) Vladimír Sedina (Jawa 350) Jaroslav Pudil (ČZ 175) Otakar Chásak (ČZ 125)                 |
| 1962                    | 1. František Bouška (Jawa 250) František Hóffer (Jawa 350) Drahoslav Miarka (ČZ 175) Zdeněk Polánka (ČZ 175) Bohuslav Roučka (ČZ 125) Vladimír Štěpán (Jawa 350)                         | 4. (B-Mannschaft) Václav Hofmann (Jawa 350) Arnošt Zemen (ČZ 175) Alois Roučka (ČZ 125) František Darebný (ČZ 125)                |
| 1963                    | 3. Drahoslav Miarka (ČZ 250) Zdeněk Polánka (ČZ 175) Arnošt Zemen (ČZ 175) Saša Klimt (Jawa 500) Vladimír Štěpán (Jawa 500) František Hóffer (Jawa 350)                                  | 6. (A-Mannschaft) Alois Roučka (ČZ 125) Petr Válek (ČZ 125) František Bouška (Jawa 250) Václav Hofmann (Jawa 500)                 |
| 1963                    | 3. Drahoslav Miarka (ČZ 250) Zdeněk Polánka (ČZ 175) Arnošt Zemen (ČZ 175) Saša Klimt (Jawa 500) Vladimír Štěpán (Jawa 500) František Hóffer (Jawa 350)                                  | 12. (B-Mannschaft) Bohuslav Roučka (ČZ 175) Otakar Chásak (ČZ 175) Jiří Jasanský (Jawa 350) Oldrích Hamršmíd (Jawa 350)           |
| 1964                    | 5. Petr Válek (ČZ 125) Zdeněk Polánka (ČZ 175) Drahoslav Miarka (ČZ 250) Jiří Jasanský (Jawa 350) Saša Klimt (Jawa 350) Vladimír Štěpán (Jawa 500)                                       | 3. (A-Mannschaft) Alois Roučka (ČZ 125) Otakar Chásak (ČZ 125) František Hóffer (Jawa 350) Miroslav Vytlácil (Jawa 500)           |
| 1964                    | 5. Petr Válek (ČZ 125) Zdeněk Polánka (ČZ 175) Drahoslav Miarka (ČZ 250) Jiří Jasanský (Jawa 350) Saša Klimt (Jawa 350) Vladimír Štěpán (Jawa 500)                                       | 4. (B-Mannschaft) Bohuslav Roučka (ČZ 175) Arnošt Zemen (ČZ 250) František Bouška (ČZ 250) Zdeněk Češpiva (Jawa 250)              |
| 1965                    | 2. Petr Válek (ČZ 123) Otakar Chásak (ČZ 123) Bohuslav Roučka (ČZ 174) Zdeněk Polánka (ČZ 174) Zdeněk Češpiva (Jawa 346) Jaroslav Pudil (Jawa 346)                                       | 3. (A-Mannschaft) |
| 1965                    | 2. Petr Válek (ČZ 123) Otakar Chásak (ČZ 123) Bohuslav Roučka (ČZ 174) Zdeněk Polánka (ČZ 174) Zdeněk Češpiva (Jawa 346) Jaroslav Pudil (Jawa 346)                                       | 5. (B-Mannschaft) |
| 1966                    | 5. Zdeněk Češpiva (Jawa 250) Arnošt Zemen (Jawa 250) Josef Fojtík (Jawa 500) Jaroslav Bříza (Jawa 500) Drahoslav Miarka (Jawa 375) Petr Válek (Jawa 175)                                 | 11. (A-Mannschaft) J. Holy (Jawa 250) Jiří Jasanský (Jawa 500) Miroslav Vytlácil (Jawa 500) Jaroslav Pudil (Jawa 350)             |
| 1966                    | 5. Zdeněk Češpiva (Jawa 250) Arnošt Zemen (Jawa 250) Josef Fojtík (Jawa 500) Jaroslav Bříza (Jawa 500) Drahoslav Miarka (Jawa 375) Petr Válek (Jawa 175)                                 | 4. (B-Mannschaft) Václav Lesák (ČZ 175) Jaroslav Rataj (ČZ 175) Václav Vorlicek (ČZ 125) Otakar Chásak (ČZ 125)                   |
| 1967                    | 3. František Mrázek (Jawa 250) Zdeněk Češpiva (Jawa 250) Květoslav Mašita (Jawa 350) Jaroslav Bříza (Jawa 500) Josef Fojtík (Jawa 500) Petr Válek (Jawa 175)                             | 1. (A-Mannschaft) Arnošt Zemen (Jawa 250) Drahoslav Miarka (Jawa 350) Miroslav Vytlácil (Jawa 350) Jiří Jasanský (Jawa 500)       |
| 1967                    | 3. František Mrázek (Jawa 250) Zdeněk Češpiva (Jawa 250) Květoslav Mašita (Jawa 350) Jaroslav Bříza (Jawa 500) Josef Fojtík (Jawa 500) Petr Válek (Jawa 175)                             | 15. (B-Mannschaft) Josef Jozif (Jawa ČZ 175) Milan Jedlička (Jawa ČZ 175) P. Svoboda (Jawa ČZ 175) Václav Vorlicek (Jawa ČZ 125)  |
| 1968                    | 2. František Mrázek (Jawa 246) Josef Fojtík (Jawa 402) Květoslav Mašita (Jawa 344) Jaroslav Bříza (Jawa 402) Zdeněk Češpiva (Jawa 246) Petr Válek (Jawa 173)                             | 3. Josef Rabas (Jawa 344) Miroslav Vytlácil (Jawa 344) Jiří Jasanský (Jawa 402) Petr Čemus (Jawa 175)                             |
| 1969                    | 2. Petr Válek (Jawa 250) František Mrázek (Jawa 250) Zdeněk Češpiva (Jawa 350) Květoslav Mašita (Jawa 350) Josef Fojtík (Jawa 500) Jaroslav Bříza (Jawa 500)                             | 3. (A-Mannschaft) Petr Čemus (Jawa 175) Josef Rabas (Jawa 250) Miroslav Vytlácil (Jawa 350) Jiří Jasanský (Jawa 500)              |
| 1969                    | 2. Petr Válek (Jawa 250) František Mrázek (Jawa 250) Zdeněk Češpiva (Jawa 350) Květoslav Mašita (Jawa 350) Josef Fojtík (Jawa 500) Jaroslav Bříza (Jawa 500)                             | 4. (B-Mannschaft) Václav Lesák (Jawa 175) Václav Vorlicek (Jawa 175) Pavel Cihelka (Jawa 250) Josef Jozif (Jawa 250)              |
| 1970                    | 1. Josef Fojtík (Jawa 500) Jaroslav Bříza (Jawa 500) Květoslav Mašita (Jawa 350) Zdeněk Češpiva (Jawa 350) František Mrázek (Jawa 250) Petr Čemus (Jawa 175)                             | 1. (A-Mannschaft) Josef Císař (Jawa 500) Jiří Jasanský (Jawa 500) Miroslav Vytlácil (Jawa 500) Josef Rabas (Jawa 500)             |
| 1970                    | 1. Josef Fojtík (Jawa 500) Jaroslav Bříza (Jawa 500) Květoslav Mašita (Jawa 350) Zdeněk Češpiva (Jawa 350) František Mrázek (Jawa 250) Petr Čemus (Jawa 175)                             | 3. (B-Mannschaft) |
| 1971                    | 1. František Mrázek (Jawa 250) Květoslav Mašita (Jawa 350) Jaroslav Bříza (Jawa 350) Petr Čemus (Jawa 250) Zdeněk Češpiva (Jawa 500) Josef Fojtík (Jawa 500)                             | 2. (A-Mannschaft) Josef Jozíf (Jawa 175) Petr Válek (Jawa 175) Milan Jedlička (Jawa 175) Jiri Císař (Jawa 175)                    |
| 1971                    | 1. František Mrázek (Jawa 250) Květoslav Mašita (Jawa 350) Jaroslav Bříza (Jawa 350) Petr Čemus (Jawa 250) Zdeněk Češpiva (Jawa 500) Josef Fojtík (Jawa 500)                             | 1. (B-Mannschaft) Josef Císař (Jawa 350) Jiří Jasanský (Jawa 350) Miroslav Vytlácil (Jawa 350) Tomas Peterman (Jawa 350)          |
| 1972                    | 1. Jaroslav Bříza (Jawa 350) Petr Čemus (Jawa 250) Zdeněk Češpiva (Jawa 350) Josef Císař (Jawa 350) František Mrázek (Jawa 250) Josef Fojtík (Jawa 500)                                  | 1. (A-Mannschaft) Pavel Cihelka (Jawa 350) Josef Rabas (Jawa 250) Milan Jedlička (Jawa 175) Petr Válek (Jawa 175)                 |
| 1972                    | 1. Jaroslav Bříza (Jawa 350) Petr Čemus (Jawa 250) Zdeněk Češpiva (Jawa 350) Josef Císař (Jawa 350) František Mrázek (Jawa 250) Josef Fojtík (Jawa 500)                                  | 2. (B-Mannschaft) Josef Jozíf (Jawa 175) V. Machek (Jawa 350) Jiří Jasanský (Jawa 500) Miroslav Vytlácil (Jawa 350)               |
| 1973                    | 1. Josef Fojtík (Jawa 500) Zdeněk Češpiva (Jawa 500) Josef Císař (Jawa 350) Květoslav Mašita (Jawa 350) František Mrázek (Jawa 250) Petr Čemus (Jawa 250)                                | 9. (A-Mannschaft) Josef Rabas (Jawa 250) V. Machek (Jawa 350) Miroslav Vytlácil (Jawa 350) Jiří Jasanský (Jawa 500)               |
| 1973                    | 1. Josef Fojtík (Jawa 500) Zdeněk Češpiva (Jawa 500) Josef Císař (Jawa 350) Květoslav Mašita (Jawa 350) František Mrázek (Jawa 250) Petr Čemus (Jawa 250)                                | 4. (B-Mannschaft) Petr Válek (Jawa 175) Milan Jedlička (Jawa 175) J. Kauler (Jawa 175) Pavel Cihelka (Jawa 350)                   |
| 1974                    | 1. Josef Fojtík (Jawa 500) Zdeněk Češpiva (Jawa 500) Josef Císař (Jawa 350) Květoslav Mašita (Jawa 350) Jiří Stodůlka (Jawa 250) Petr Čemus (Jawa 250)                                   | 3. (A-Mannschaft) Jiří Jasanský (Jawa 500) V. Machek (Jawa 350) Petr Válek (Jawa 175) Tomas Peterman(Jawa 250)                    |
| 1974                    | 1. Josef Fojtík (Jawa 500) Zdeněk Češpiva (Jawa 500) Josef Císař (Jawa 350) Květoslav Mašita (Jawa 350) Jiří Stodůlka (Jawa 250) Petr Čemus (Jawa 250)                                   | 1. (B-Mannschaft) Josef Rabas (Jawa 250) Pavel Cihelka (Jawa 350) Milan Jedlička (Jawa 175) Jaroslav Bříza (Jawa 350)             |
| 1975                    | 3. Květoslav Mašita (Jawa 344) Stanislav Zloch (Jawa 362) nicht bekannt | 6. Petr Válek (Jawa 174) nicht bekannt                                                                                            |
| 1976                    | 2. Jiři Pošík (Jawa 350) Jiří Stodůlka (Jawa 250) Květoslav Mašita (Jawa 250) Zdeněk Češpiva (Jawa 350) Josef Císař (Jawa 350) Stanislav Zloch (Jawa 500)                                | 1. Milan Jedlička (Jawa 250) Pavel Cihelka (Jawa 250) Jaroslav Kauler (Jawa 350) Otakar Toman (Jawa 500)                          |
| 1977                    | 1. František Mrázek (Jawa 250) Otakar Toman (Jawa 750) Květoslav Mašita (Jawa 350) Jiří Stodůlka (Jawa 500) Stanislav Zloch (Jawa 500) Josef Císař (Jawa 350)                            | 1. Petr Válek Pavel Cihelka Milan Jedlička Jiři Pošík                                                                             |
| 1978                    | 1. František Mrázek (Jawa 250) Jozef Chovančík (Jawa 250) Květoslav Mašita (Jawa 350) Jiři Pošík (Jawa 350) Stanislav Zloch (Jawa 500) Jiří Stodůlka (Jawa 500)                          | 3. Jiří Císař (Jawa 175) Miroslav Pokorny (Jawa 350) Josef Císař (Jawa 350) Otokar Toman (Jawa 500)                               |
| 1979                    | 3. František Mrázek (Jawa 250) Jozef Chovančík (Jawa 350) Jiří Posik (Jawa 350) Stanislav Zloch (Jawa 500) Jiří Stodůlka (Jawa 500) Květoslav Mašita (Jawa 750)                          | 1. Miroslav Pokorny (Jawa 500) Zdenek Runkas (Jawa 350) Jiří Císař (Jawa 175) Josef Císař (Jawa 350)                              |
| 1980                    | 2. Jiří Císař (Jawa 175) Zdeněk Bělský (Jawa 250) Jiří Posik (Jawa 350) Jozef Chovančík (Jawa 350) Miroslav Pokorny (Jawa 500) Stanislav Zloch (Jawa 500)                                | 3. Zdeněk Havlik (Jawa 250) Jaroslav Knostak (Jawa 350) Zdeněk Runkas (Jawa 350) Jaroslav Kauler (Jawa 500)                       |
| 1981                    | 10. Jiři Císař (Jawa-Ogar 125) Zdeněk Bělský (Jawa-Ogar 175) Emil Čunderlík (Jawa 250) Stanislav Zloch (Jawa 500) Jiří Posik (Jawa 500) Jozef Chovančík (Jawa 500)                       | 3. Josef Machachek (Jawa-Ogar 175) Vladimir Janous (Jawa-Ogar 175) Miroslav Pokorny (Jawa 500) Josef Malek (Jawa 500)             |
| 1982                    | 1. Jiři Císař (Jawa 125) Zdeněk Bělský (Jawa 175) Emil Čunderlík (Jawa 250) Vladimír Janouš (Jawa 175) Jozef Chovančík (Jawa 500) Stanislav Zloch (Jawa 500)                             | 3. Josef Machachek Zdeněk Havlik Miroslav Pokorny Jiří Posik                                                                      |
| 1983                    | 2. Jiři Císař (Jawa 125) Josef Machachek (Jawa 125) Emil Čunderlík (Jawa 250) Stanislav Zloch (Jawa 500) Jozef Chovančík (Jawa 500) Jiří Posik (Jawa 500 4T)                             | 3. Petr Kvech (Jawa 125) Zdeněk Bělský (Jawa 250) Vilem Dupal (Jawa 500) Miroslav Pokorny (Jawa 500)                              |
| 1984                    | 10. Jiři Císař (Jawa 125) Emil Čunderlík (Jawa 250) Vladimír Janouš (Jawa 250) Jiří Posik (Jawa 500) Bohumil Posledni (Jawa 500) Stanislav Zloch (Jawa 500 4T)                           | 10. Vaclav Kroupa (Jawa 250) Zdeněk Bělský (Jawa-Ogar 250) Vilem Dupal (Jawa 500) Miroslav Pokorny (Jawa 500 4T)                  |
| 1985                    | 7. Peter Kvech (Jawa 125) Emil Čunderlík (Jawa 250) Jiři Cisar (Jawa 250) Vilem Dupal (Jawa 250) Libor Podmol (Jawa 500) Stanislav Zloch (Jawa 500 4T)                                   | ab 1985: Junior World Trophy |
| 1985                    | 7. Peter Kvech (Jawa 125) Emil Čunderlík (Jawa 250) Jiři Cisar (Jawa 250) Vilem Dupal (Jawa 250) Libor Podmol (Jawa 500) Stanislav Zloch (Jawa 500 4T)                                   | 4. Vaclav Kroupa (Jawa 125) Jan Hrehor (Jawa 250) Vladimir Bus (Jawa 250) Otokar Kotrba (Jawa 500)                                |
| 1986                    | 3. Vaclav Kroupa (Jawa 125) Libor Podmol (Jawa 250) Jiři Císař (Jawa 250) Zdeněk Bělský (Jawa 500) Emil Čunderlík (Jawa 500) Jozef Chovančík (Jawa 560 4T)                               | 3. Jan Hrehor (Jawa 250) Vladimir Bus (Jawa 250) Radek Stodůlka (Jawa 500) Vaclav Formanek (Jawa 500)                             |
| 1987                    | 9. Jiři Císař (Jawa 125) Jan Hrehor (Jawa 250) Libor Podmol (Jawa 250) Emil Čunderlík (Jawa 500) Bohumil Posledni (Jawa 500) Jozef Chovančík (Jawa +500)                                 | 5. Rudolf Kavsky (Jawa 250) Jaroslav Imrisek (Jawa 250) Jan Jilek (Jawa 500) Jaroslav Katrinak (Jawa +500)                        |
| 1988                    | 3. Libor Podmol (Jawa 250) Bohumil Posledni (Jawa 500) Jiři Císař (Jawa 125) Jozef Chovančík (Jawa +500 4T) Lubomir Vojkuvka (Jawa 125) Emil Čunderlík (Jawa 500)                        | 9. Jan Jilek (Jawa 500) Dusan Kotrla (Jawa 250) Jaroslav Imrisek (Jawa 250) Jaroslav Katrinak (Jawa +500 4T)                      |
| 1989                    | 4. Vladimir Bus (KTM 125) Lubomir Vojkuvka (KTM 125) Libor Podmol (Jawa 250) Bohumil Posledni (Jawa 500) Otokar Kotrba (Jawa 350 4T) Jaroslaw Katrinak (Jawa +500 4T)                    | 5. Rudolf Kavsky (Jawa 250) Dusan Kotrla (Jawa 250) Jaroslav Imrisek (Jawa 250) Vladimir Krupicka (Jawa 500)                      |
| 1990                    | 5. Frantisek Hrobsky (KTM 250) Jan Hrehor (KTM 250) Otokar Kotrba (Husqvarna 350 4T) Bohumil Posledni (Husqvarna 350 4T) Libor Podmol (KTM 500) Jaroslav Katrinak (KTM 500)              | 10. Radek Matoska (KTM 125) Martin Karas (Husqvarna 350 4T) Dusan Kotrla (KTM 500) Martin Macek (Husqvarna +500 4T)               |
| 1991                    | 10. Jan Hrehor (KTM 250) Libor Podmol (KTM 500) Bohumil Posledni (Husqvarna 500) Otokar Kotrba (Husqvarna 350 4T) Jaroslav Katrinak (Husaberg +500 4T) Dusan Kotrla (KTM +500 4T)        | 4. Jaroslav Beran (GasGas 80) Radek Matoska (KTM 125) Vaclav Fojtik (KTM 250) Martin Karas (Husqvarna 350 4T)                     |
| 1992                    | 9. Libor Podmol (Husqvarna 500) Lubomir Vojkuvka (TM 125) Dusan Kotrla (Husqvarna 500) Vladimir Bus (KTM 125) Bohumil Posledni (Suzuki 250) Otokar Kotrba (Husqvarna 350 4T)             | 2. Jaroslav Beran (GasGas 125) Roman Michalik (Husqvarna 250) Zdenek Gottvald (Husqvarna 500) Martin Kremel (Husqvarna +500 4T)   |
| 1993 (c)                | 11. Lubomir Vojkuvka (TM 125) Zdenek Gottvald (Suzuki 250) Frantisek Hrobsky (Suzuki 250) Otokar Kotrba (Husqvarna 350 4T) Dusan Kotrla (Kawasaki 500) Jaroslav Katrinak (Husaberg 1300) | 3. Roman Michalík (TM 80) Martin Gottvald (Suzuki 125) Richard Cila (Husqvarna 500) Vaclav Fojtik (Husqvarna 500)                 |